# Resolutie 2071 Veiligheidsraad Verenigde Naties
Resolutie 2071 van de Veiligheidsraad van de Verenigde Naties werd unaniem door de VN-Veiligheidsraad aangenomen op 12 oktober 2012. De resolutie vroeg onderhandelingen tussen regering en rebellen in Mali. Intussen zou diens vraag om een internationale interventie worden onderzocht.

## Achtergrond
Sedert de jaren 1990 hadden de Toearegs in het noorden van Mali hun eigen bestuurlijke zone. Zij probeerden al langer hun regio Azawad los te maken van Mali, maar enkele gevechten in 2006 leidden tot een akkoord met de regering. Na de Libische burgeroorlog in 2011 keerden velen van hen die voor Qadhafi hadden gevochten zwaar bewapend terug naar Mali. Ze begonnen er een veroveringstocht om er gewapenderhand het noorden van het land in te nemen. De regering en het leger konden hen niet de baas en na maanden van ontevredenheid over leiding en uitrusting pleegden soldaten een staatsgreep, waarbij ook president Touré werd verjaagd. Zij richtten een comité voor het herstel van de democratie op, maar droegen de macht over aan een overgangsregime onder leiding van de parlementsvoorzitter na onderhandelingen met de ECOWAS.

## Inhoud

### Waarnemingen
Er was ernstige bezorgdheid ontstaan over de humanitaire situatie in de Sahelregio. De aanwezigheid van gewapende groeperingen en terreurorganisaties aldaar maakte de kwestie nog moeilijker. Ook georganiseerde misdaad in Noord-Mali, onder meer in verband met drugshandel, was problematisch.
Op 1 september 2012 hadden de overgangsautoriteiten in Mali militaire hulp gevraagd aan ECOWAS. Op 18 september hadden zij de VN gevraagd dergelijke internationale troepenmacht middels een resolutie toe te staan. Deze troepen moesten het Malinese leger bijstaan met het heroveren van het bezette noorden van het land.

### Handelingen
De aanstelling van de regering van nationale eenheid in Mali werd verwelkomd en het werk van interim-president Dioncounda Traoré gesteund. Het Malinese leger moest zich buiten het werk van de overgangsregering houden. De Veiligheidsraad zette hiertoe gerichte sancties in als stok achter de deur.
De rebellengroepen in Mali werden opgeroepen alle banden met terreurorganisaties, en met Al Qaida in de Islamitische Maghreb in het bijzonder, door te snijden. Ook hier werden sancties in het vooruitzicht gesteld. Ook moest er een einde komen aan de mensenrechtenschendingen in het noorden van Mali. Er werd aangedrongen om zo snel mogelijk onderhandelingen op te starten om de zaak op politieke wijze op te lossen.
Secretaris-generaal Ban Ki-moon werd gevraagd ECOWAS, de Afrikaanse Unie, Mali zelf en de buurlanden te raadplegen en aanbevelingen inzake de gevraagde militaire interventie te rapporteren. De Veiligheidsraad zou hieropvolgend een antwoord formuleren.

## Verwante resoluties
- Resolutie 2056 Veiligheidsraad Verenigde Naties
- Resolutie 2085 Veiligheidsraad Verenigde Naties
- Resolutie 2100 Veiligheidsraad Verenigde Naties (2013)

Lijst ·  2033 ·  2034 ·  2035 ·  2036 ·  2037 ·  2038 ·  2039 ·  2040 ·  2041 ·  2042 ·  2043 ·  2044 ·  2045 ·  2046 ·  2047 ·  2048 ·  2049 ·  2050 ·  2051 ·  2052 ·  2053 ·  2054 ·  2055 ·  2056 ·  2057 ·  2058 ·  2059 ·  2060 ·  2061 ·  2062 ·  2063 ·  2064 ·  2065 ·  2066 ·  2067 ·  2068 ·  2069 ·  2070 ·  2071 ·  2072 ·  2073 ·  2074 ·  2075 ·  2076 ·  2077 ·  2078 ·  2079 ·  2080 ·  2081 ·  2082 ·  2083 ·  2084 ·  2085